# Laura Borden
Laura Borden, Lady Borden (de soltera Bond) (Halifax, 26 de noviembre de 1861-Ottawa, 7 de septiembre de 1940) fue una primera dama de Canadá, figura pública y feminista canadiense. Esposa de Robert Laird Borden, octavo primer ministro de Canadá. Miembro del Local Council of Women of Halifax (en inglés, Consejo Local de Mujeres de Halifax).

## Biografía
Nació en Halifax, Nueva Escocia, y se casó con Borden en septiembre de 1889. Se desempeñó como presidenta del Consejo Local de Mujeres de Halifax hasta su renuncia en 1901. En reconocimiento a su afabilidad y gentileza, el Partido Conservador Progresista le regaló un automóvil para reconocer sus contribuciones a la identidad canadiense.
Murió en Ottawa en 1940 y está enterrada junto a su marido en el Cementerio Beechwood.